# Гасиев, Мурат Хазбиевич
Мурат Хазбиевич Гасиев (род. 8 августа 1987, Орджоникидзе) — российский дзюдоист, чемпион и призёр чемпионатов России, мастер спорта России международного класса.

## Биография
Родился 8 августа 1987 года в Орджоникидзе. В детстве увлекался футболом. По совету отца в третьем классе занялся дзюдо. Его соседом был Тамерлан Тменов.
Отец в любую погоду заставлял его вставать в семь утра и оббегать стоящие во дворе гаражи. При этом нагрузка каждый раз увеличивалась.
Лейтенант ОМОН, инструктор по боевой и физической подготовке.

## Спортивные результаты
- Чемпионат России по дзюдо 2008 года — ;
- Чемпионат России по дзюдо 2009 года — ;
- Чемпионат России по дзюдо 2010 года — ;
- Чемпионат России по дзюдо 2011 года — ;
- Чемпионат России по дзюдо 2012 года — ;
- Чемпионат России по дзюдо 2013 года — ;
- Чемпионат России по дзюдо 2014 года — ;